# Charlotte Witter
Charlotte Witter är en karaktär i serien Spindelmannen. Hon försökte stjäla spindelkvinnokrafterna från de två gamla Spindelkvinnorna (Julia Carpenter och Jessica Drew) samt även Mattie Frankin. Hon lyckades stjäla Julias och Jessicas krafter som därmed blev rullstolsburna.
Charlotta besegrade även Spindelmannen genom att använda sina stulna krafter som till exempel Venom Blast, vilket chockerade Spindelmannen. Spindelmannen blev även chockad över hennes snabbhet och styrka. När Spindelmannen var besegrad sade Dr Octopus till henne att döda den medvetslösa sönderslagna Spindelmannen. Lyckligtvis vaknade Spindeln upp just då och lyckades, som genom ett under, fly.
Charlotte mötte sedan både Spindelmannen och den tredje Spindelkvinnan (Mattie Frankin som fått hjälp av Madame Web) och blev då besegrad, vilket ledde till att Mattie fick tillbaka sina krafter samt dem från de två andra Spindelkvinnorna. Charlotte var den enda direkt onda Spindelkvinnan.
- Egenskaper: attraktiv, intelligent, snabb, stark (överträffar Spindelmannen)
- Krafter: stjäl superkrafter
- Vapen: fyra stycken 6 m långa sylvassa tentakler på ryggen som hon styr mentalt